# أغنس هرانيتزكي
أغنس هرانيتزكي (بالمجرية: Ágnes Hranitzky)‏ هيَ مخرجة ومنتجة سينمائية مجرية، مَعروفة بعملها لفترة طَويلة مَع زوجها بيلا تار. تزوجت أغنس من المُخرج بيلا تار في عام 1978.

## عملها
بدأت أغنس في فترة السبعينات عملها كمُنتجة أفلام وذلك ضمن الأفلام المَجرية، وبدأت بالعمل مع المُخرج بيلا تار في عام 1987، حيثُ أنتجت فلمهُ "ذي أوتسيدر"، ثُم أنتجت جميع أفلامه منذُ تلك الفترة.
في عام 2007 شاركت أغنس في إخراج فيلم "الرجل من لندن"، وكان ذلك بالشراكة مع بيلا تاري كمخرج رئيسي، وعرضُ الفيلم لأول مرة في مهرجان كان السينمائي في عام 2007.
في عام 2011 شاركت في إخراج فيلم "حصان تورين"، والذي عرض لأول مرة في عام 2011 في مهرجان برلين السينمائي الدولي الحادي والستين، حيث حصل على جائزة لجنة التحكيم الكبرى.

## روابط خارجية
- أغنس هرانيتزكي على موقع IMDb (الإنجليزية)
- أغنس هرانيتزكي على موقع قاعدة بيانات الأفلام العربية
- أغنس هرانيتزكي على موقع ألو سيني (الفرنسية)
- أغنس هرانيتزكي على موقع أول موفي (الإنجليزية)
- أغنس هرانيتزكي على موقع قاعدة بيانات الأفلام السويدية (السويدية)
- أغنس هرانيتزكي على موقع قاعدة بيانات الفيلم (الإنجليزية)
- أغنس هرانيتزكي على موقع كينوبويسك (الروسية)